# Roberto Sensini
Roberto Néstor Sensini (* 12. Oktober 1966 in Arroyo Seco, Santa Fe) ist ein ehemaliger argentinischer Fußballspieler und heutiger -trainer.

## Karriere

### Verein
Sensini begann seine Karriere im Jahr 1986 bei den Newell’s Old Boys aus Rosario. Mit den Old Boys wurde Sensini bereits ein Jahr später argentinischer Fußballmeister. Zur Saison 1989/90 wechselte er nach Italien zu Udinese Calcio. 1994 ging Sensini zum AC Parma. Mit Parma gewann er drei Titel: Zwei Mal den UEFA-Pokal (1995 und 1999) sowie den Coppa Italia (1999). Zur Saison 1999/2000 unterschrieb er bei Lazio Rom. Mit Lazio wurde Sensini in derselben Saison italienischer Meister. 2001 wechselte er zurück zum AC Parma. 2002 gewann Sensini erneut mit Parma den Coppa Italia. 2002 heuerte Sensini wieder bei Udinese an, wo er 2006 seine Karriere beendete. 

### Nationalmannschaft
Sensini bestritt zwischen 1987 und 2002 zudem 59 Spiele für das argentinische Nationalteam und nahm mit ihm an den Fußball-Weltmeisterschaften 1990, 1994 und 1998 teil. Bei der WM 1990 foulte er Rudi Völler im Strafraum und verursachte so den entscheidenden Strafstoß. Außerdem gewann er mit der argentinischen Olympiaauswahl bei den Olympischen Sommerspielen 1996 in Atlanta die Silbermedaille.

### Trainer
Zwischen dem 10. Februar und dem 20. März 2006 arbeitete Sensini vorübergehend als Spielertrainer bei Udinese. 2007 wurde er Trainer bei Estudiantes de La Plata. 2009 übernahm er den Trainerposten bei seinem Stammverein, den Newell’s Old Boys. 

## Erfolge

### Vereine
- 1987/88: Argentinischer Meister mit Newell’s Old Boys
- 1993: UEFA Super Cup mit der AC Parma
- 1994/95: UEFA-Pokal-Sieger mit der AC Parma
- 1998/99: Coppa-Italia-Sieger mit der AC Parma
- 1998/99: UEFA-Pokal-Sieger mit der AC Parma
- 1999/2000: Italienischer Meister mit Lazio Rom
- 1999/2000: Coppa-Italia-Sieger mit Lazio Rom
- 2001/02: Coppa-Italia-Sieger mit der AC Parma

### Nationalmannschaft
- 1990: Vize-Weltmeister
- 1996: Olympische Silbermedaille